# When Dreams Come True
When Dreams Come True er en amerikansk stumfilm fra 1913 af Mack Sennett.

## Medvirkende
- Roscoe 'Fatty' Arbuckle
- Fred Mace
- Mabel Normand
- Ford Sterling
- Hank Mann